# Soprilo
Soprilo je najkrajše glasbilo v družini saksofonov.